# Luis Horcasitas
El general Luis Horcasitas fue un militar mexicano que participó en la Revolución mexicana. Fue maderista desde los albores del movimiento. Alcanzó el grado de general brigadier; fue visitador de aduanas y demás puestos en Laredo, Tamaulipas. 